# Exetastes tricolor
Exetastes tricolor är en stekelart som beskrevs av Dali Chandra och Gupta 1977. Exetastes tricolor ingår i släktet Exetastes och familjen brokparasitsteklar. Inga underarter finns listade i Catalogue of Life.